# 경주시티투어천마관광
경주시티투어천마관광(영어: Gyeongju CityTour)은 경상북도 경주시 태종로685번길 7에 본사를 둔 관광버스 업체이다.

## 연혁
- 1974년: 회사 설립